# Anaa
Anaa ist ein Atoll im Nordwesten des Tuamotu-Archipels von Französisch-Polynesien. Das Atoll liegt 250 Kilometer östlich von Tahiti und 60 Kilometer südwestlich des Tahanea-Atolls. Gemeinsam mit den nordöstlich gelegenen Atollen Faaite, Motutunga und Tahanea bildet Anaa die gleichnamige französisch-polynesische Gemeinde Anaa.
Das ovalförmige, langgestreckte Atoll ist etwa 29 Kilometer lang und bis zu sieben Kilometer breit. Das Gesamtgebiet von etwa 130 km² wird größtenteils von der zentralen Lagune eingenommen; die schmale Landfläche von Anaa (38 km²) besteht aus neun größeren Motus und zahlreichen kleineren Sandbänken.

## Geschichte
Das Atoll ist durch seine grausamen Krieger im 17. Jahrhundert bekannt geworden. James Cook entdeckte das Eiland 1769, aufgrund seiner Form nannte er es Ketteninsel. Am 1. November 1772 wurde das Atoll außerdem von Domingo de Boenechea angefahren, der ihm den Namen "Isla de Todos los Santos" (Allerheiligen-Insel) gab.
Mitte des 19. Jahrhunderts war das Atoll ein Zentrum der Perlmutt- und Kopraproduktion; fast 2000 Menschen wohnten auf der Insel. 1852 kam es zu Unruhen zwischen Nordamerikanischen Mormonen und französischen Katholiken, die erst mit dem Einmarsch französischer Truppen beigelegt werden konnten.
1878, 1906 und 1983 wurde die Insel von Wirbelstürmen verwüstet. Nach der letzten Katastrophe wurden Schutzräume für die gesamte Bevölkerung gebaut.
1976 wurde der Flughafen Anaa angelegt.
Anaa ist im Norden dünn besiedelt. Nach dem Zensus von 2007 lebten dort 461 Menschen; Hauptort ist Tukuhora. Andere Orte des Atolls sind Temarie, Otepipi, Mania and Tematahoa die aber nur gelegentlich bewohnt werden. Die Bewohner gehen heute der Fischerei, Kopraherstellung und Perlmuttgewinnung nach.